# Melkon Gürdjian
Melkon Hrand Gürdjian oder Giurdjian (armenisch Մելքոն (Հրանդ) Կիւրճեան; * 1859 in Palu nahe Harput; † 1915 in Ankara, Osmanisches Reich) war ein armenischer Schriftsteller, Professor und Bürgerrechtsaktivist.
Melkon Gürdjian wurde im Dorf Havav in der Region Palu geboren. Er besuchte die örtliche armenische Schule. Mit elf Jahren zog Gürdjian nach Istanbul, wo er die armenische Jemaran-Schule von Üsküdar besuchte. Nachdem er die Jemaran-Schule und das Surp Haç Tbrevank beendet hatte, wurde er von 1878 bis 1896 Lehrer. Er lehrte armenische Geschichte, Sprache und Kultur an zahlreichen armenischen Schulen, wie der Getronagan Ermeni Lisesi.
1893 wurde er wegen erster politischer Tätigkeit inhaftiert. Wegen der politischen Instabilität zog er nach Warna in Bulgarien. Dort gründete er die armenische Schule Artzrunian, die als Refugium für armenische Flüchtlinge diente. Während seiner Abwesenheit in Istanbul wurde seine Wohnung von der lokalen Polizei durchsucht und zahlreiche seiner Manuskripte und Schriften verbrannt. Er kehrte 1898 zurück und wurde unmittelbar nach seiner Rückkehr festgenommen. Nachdem er sechs Monate im Gefängnis verbracht hatte, floh Gürdjian nach Kastamonu, wo er für die nächsten zehn Jahre verblieb. Während seines Aufenthalts in Kastamonu gab er heimlich Unterricht zur armenischen Literatur und Geschichte. 1906 wurden seine literarischen Werke aufgrund der Berichte von Geheimagenten abermals vernichtet. Als 1908 die Jungtürkische Revolution stattfand, kehrte Gürdjian nach Istanbul zurück und begann wieder an den bürgerlichen und literarischen Aktivitäten teilzunehmen.

## Tod
Am „Roten Sonntag“, dem 24. April 1915, wurde Melkon Gürdjian zusammen mit anderen prominenten Intellektuellen und Persönlichkeiten der Armenier in Istanbul erst zu unbekannten Zielen innerhalb der osmanischen Türkei deportiert und schließlich im Zuge des Völkermords an den Armeniern in den Randbezirken von Ankara von türkischen Gendarmen getötet.